# Dorá (Chypre)
Pour les articles homonymes, voir Dora.
Dorá (grec moderne : Δορά) est un village chypriote situé dans le district de Limassol et comptant plus de 145 habitants.